# اتلو
اُتِلو (به انگلیسی: Othello) یا عُطیل با عنوان کامل تراژدی اُتِلو، مغربی ونیز (به انگلیسی: The Tragedy of Othello, the Moor of Venice) است، نمایش‌نامه‌ای تراژیک اثر ویلیام شکسپیر است که احتمالاً در سال ۱۶۰۳ میلادی نوشته شده‌است. این تراژدی، در دورهٔ جنگ عثمانی و ونیز (۱۵۷۰ تا ۱۵۷۳) بر سر کنترل جزیرهٔ قبرس می‌گذرد. این جزیره از سال ۱۴۸۹ به تصرف جمهوری ونیز درآمده بود. عثمانیان پس از محاصرهٔ طولانی شهر بندری فاماگوستا، در سال ۱۵۷۱ این شهر را تصرف کردند. این نمایش‌نامه حول محور دو شخصیت اصلی، اُتِلو و یاگو، روایت می‌شود. اُتِلو یک فرماندهٔ نظامی مغربی در ارتش ونیز است که در نبرد دفاع از قبرس در مقابل ترک‌های عثمانی شرکت داشته‌است. او به‌تازگی و برخلاف میل پدرش، با دزدمونا که یک زن ونیزی زیبا و ثروتمند و بسیار جوان‌تر از اوست ازدواج کرده‌است. یاگو، افسر بیرق‌دار اتلو است که از سر بدخواهی، حسادت اتلو را نسبت به دزدمونا برمی‌انگیزد تا حدی که اتلوی خویشتن‌دار، در لحظه‌ای از خشم کور، همسر محبوب خود را به قتل می‌رساند. نمایش‌نامهٔ اتلو به دلیل پرداختن به موضوعاتی مانند عشق، حسادت و نژاد، کماکان جایگاه ممتازی در میان آثار شکسپیر دارد و تاکنون اقتباس‌های متعددی از آن انجام شده‌است.

## شخصیت‌ها
- اتلو: ژنرال مغربی ارتش ونیز
- دزدمونا: همسر اتلو و دختر برابانسیو
- یاگو: افسر بیرق‌دار مورداعتماد اما خائن اتلو
- مایکل کاسیو: افسر وفادار و محبوب اتلو
- امیلیا: همسر یاگو و ندیمهٔ دزدمونا
- بیانکا: معشوقهٔ کاسیو
- برابانسیو: سناتور ونیزی و پدر دزدمونا
- رودریگو: نجیب‌زادهٔ فاسد ونیزی و عاشق دزدمونا
- دوجه (فرمانروای ونیز)
- گراسیانو: برادر برابانسیو
- لودو ویکو: خویشاوند برابانسیو
- مونتانو: فرمانده ونیزی قبرس، پیش از اتلو
- دلقک (نوکر اتلو)
- چند افسر، نجیب‌زاده، پیک، نوازنده، جارچی، دریانورد و خدمتکار.

## پردهٔ اول

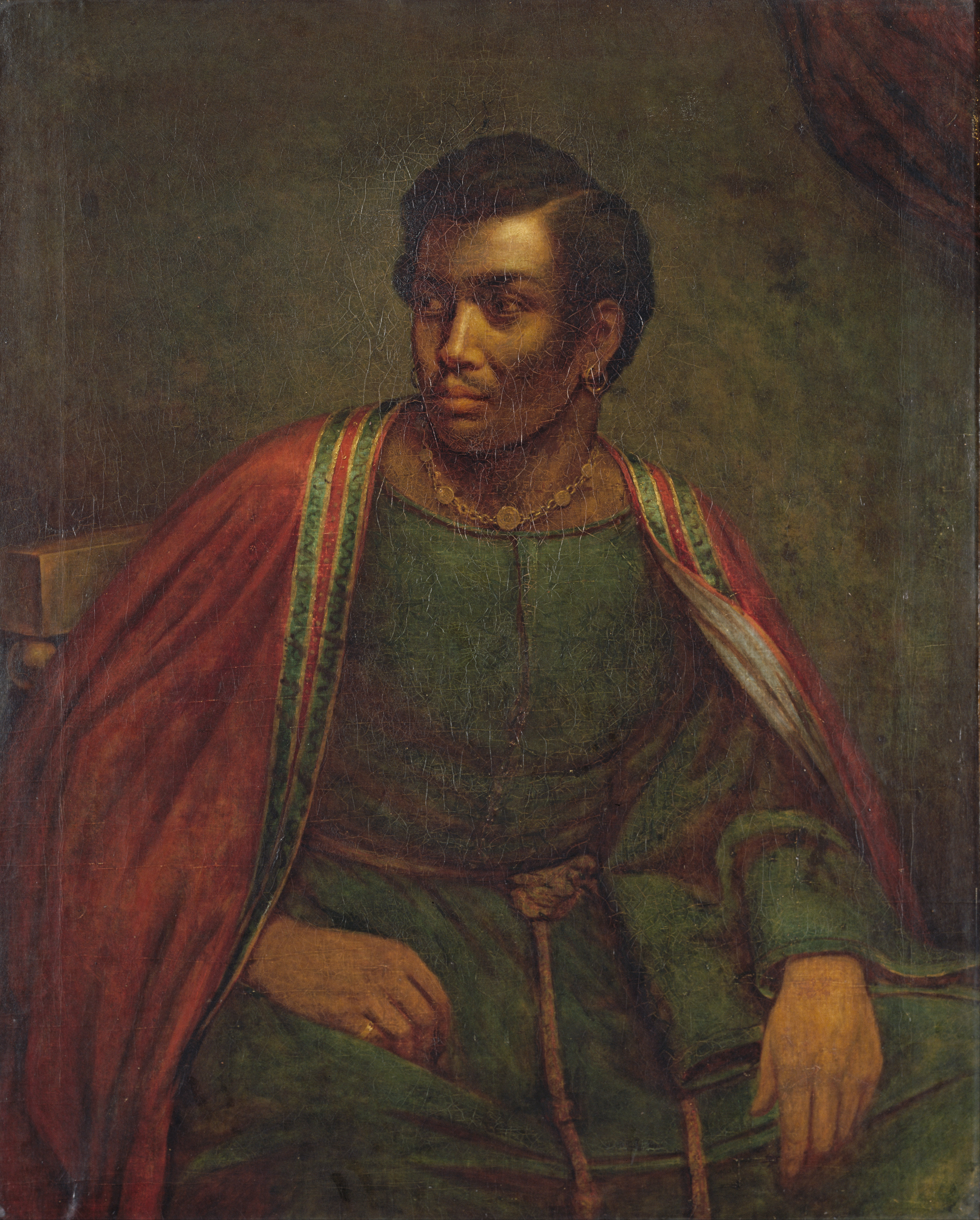
ایرا آلدریج در نقش اتلو - اثر هنری پرونت بریگز.

رودریگو، نجیب‌زاده‌ای ثروتمند اما فاسد، به دوست خود یاگو که یک افسر بیرق‌دار است، گلایه می‌کند که چرا دربارهٔ ازدواج مخفیانهٔ دزدمونا (دختر سناتوری به نام برابانسیو) و اتلو (فرماندهٔ نظامی مغربی در ارتش ونیز) چیزی به او نگفته‌است. رودریگو ناراحت است چون عاشق دزدموناست و او را از پدرش خواستگاری کرده‌است. یاگو از اتلو نفرت دارد چون اتلو به افسر جوان‌تری به نام کاسیو که یاگو او را ضعیف‌تر از خود می‌داند، ترفیع درجه داده و به رودریگو می‌گوید که قصد دارد از اتلو به نفع خودش استفاده کند. یاگو، رودریگو را راضی می‌کند که برابانسیو را بیدار کرده و دربارهٔ نامزد دخترش یعنی اتلو با او صحبت کند. در همین حال، یاگو نزد اتلو می‌رود و به او هشدار می‌دهد که برابانسیو دارد به سراغ او می‌آید. برابانسیو، به تحریک رودریگو، عصبانی می‌شود و تصمیم می‌گیرد با اتلو رودررو شود، اما متوجه می‌شود که محل سکونت اتلو آکنده از نگهبانان دوجه (فرمانروای ونیز) است که اجازهٔ خشونت و درگیری را نمی‌دهند. اخباری به ونیز می‌رسد حاکی از آنکه ترک‌های عثمانی قصد دارند به قبرس حمله کنند، بنابراین اتلو برای مشاوره‌دادن به سناتورها احضار می‌شود. برابانسیو چاره‌ای جز همراهی اتلو به منزل دوجه (فرمانروای ونیز) ندارد و در آنجا اتلو را متهم می‌کند که دزدمونا را با سحر و جادو فریفته‌است. اتلو در مقابل دوجه (فرمانروای ونیز)، لودویکو (خویشاوند برابانسیو)، گراسیانو (برادر برابانسیو) و سناتورهای دیگر از خود دفاع می‌کند و توضیح می‌دهد که دزدمونا به‌خاطر شنیدن داستان‌های شگفت‌انگیز و غمباری که او دربارهٔ زندگی‌اش قبل از آمدن به ونیز تعریف کرده، دل‌باختهٔ او شده و نه به‌خاطر سحر و جادو. پس از آنکه دزدمونا علاقه‌اش به اتلو را تأیید می‌کند، سنا قانع می‌شود اما بربانسیو مجلس را با ناخشنودی ترک کرده و به اتلو می‌گوید که دزدمونا روزی به او هم خیانت خواهد کرد: «هی، مغربی، اگر چشم بینا داری مراقب او باش. پدرش را فریب داد، تو را هم می‌تواند فریب دهد». یاگو که در مجلس حاضر است، به اشارهٔ برابانسیو دقت می‌کند. به دستور دوجه (فرمانروای ونیز)، اتلو ونیز را ترک می‌کند و برای فرماندهی سربازان ونیزی در مقابل تهاجم ترک‌های عثمانی به جزیرهٔ قبرس می‌رود. همسرش دزدمونا، معاونش کاسیو، افسر بیرق‌دارش یاگو، و امیلیا (همسر یاگو و ندیمهٔ دزدمونا) نیز راهی قبرس می‌شوند.

## پردهٔ دوم

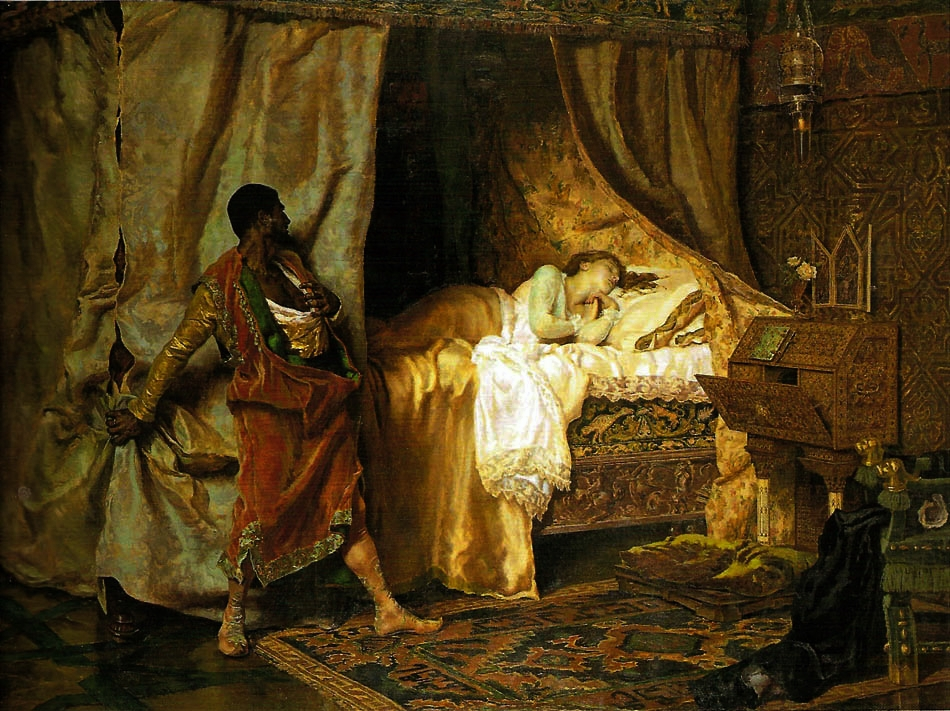
دزدمونا و اتلو - اثر آنتونیو مونوز دگرن - ۱۸۸۰.

گروه به قبرس می‌رسند و متوجه می‌شوند که طوفان ناوگان ترک‌های عثمانی را نابود کرده‌است. اتلو دستور می‌دهد جشن عمومی بگیرند و برای همبستری با دزدمونا می‌رود. در غیاب او، یاگو ترتیبی می‌دهد که کاسیو مست شود و رودریگو را متقاعد می‌کند که با کاسیو دعوا راه بیاندازد. مونتانو تلاش می‌کند کاسیوی مست و خشمگین را آرام کند اما بین خود آنها دعوا درمی‌گیرد و مونتانو مجروح می‌شود. اتلو از راه می‌رسد و می‌پرسد چه اتفاقی افتاده‌است. او کاسیو را مقصر شناخته و از او خلع درجه می‌کند. یاگو، کاسیوی پریشان و آشفته را قانع می‌کند از دزدمونا بخواهد که شوهرش را راضی کند تا دوباره کاسیو را به خدمت بگیرد. دزدمونا در این کار موفق می‌شود.

## پردهٔ سوم
یاگو به تحریک اتلو می‌پردازد تا او را به کاسیو و دزدمونا بدبین کند. دزدمونا ناغافل دستمالش (که هدیهٔ اتلو به او بوده) را به زمین می‌اندازد. امیلیا دستمال را پیدا می‌کند و به درخواست یاگو دستمال را به او می‌دهد، بی‌خبر از آنکه یاگو چه نقشه‌ای در سر دارد. اتلو وارد صحنه می‌شود و یاگو به او می‌قبولاند که دزدمونا و کاسیو به او خیانت کرده‌اند. اتلو قسم می‌خورد دزدمونا و کاسیو را بکشد و یاگو را به معاونت خود می‌گمارد. صحنهٔ سوم از پردهٔ سوم، نقطهٔ عطف نمایش‌نامه است که در آن یاگو موفق می‌شود بذر شک و بدبینی را در ذهن اتلو بکارد و لاجرم سرنوشت او را رقم بزند.

## پردهٔ چهارم
یاگو، دستمال دزدمونا را در اقامتگاه کاسیو جاسازی می‌کند و سپس به اتلو می‌گوید که واکنش کاسیو به سوالات او را تماشا کند. یاگو به سراغ کاسیو رفته و او را گول‌می‌زند تا دربارهٔ رابطه‌اش با بیانکا (زن قبرسی تن‌فروش و معشوقهٔ کاسیو) صحبت کند اما نام بیانکا را چنان آرام می‌گوید که اتلو گمان می‌کند آنها در حال صحبت دربارهٔ دزدمونا هستند. بعداً بیانکا کاسیو را متهم می‌کند که هدیهٔ دست‌دومی را که از معشوق دیگری گرفته، به او داده‌است. اتلو شاهد این وقایع است و یاگو او را قانع می‌کند که کاسیو دستمال را از دزدمونا گرفته بوده‌است. اتلو، خشمگین و دل‌شکسته، تصمیم می‌گیرد همسر خود را بکشد و به یاگو می‌گوید که کاسیو را به قتل برساند. اتلو زندگی دزدمونا را به کام او زهر می‌کند و در مقابل نجیب‌زادگان ونیزی که به دیدار آنها آمده‌اند او را کتک می‌زند. در همین حال، رودریگو شکایت می‌کند که در قبال پول و تلاشی که صرف به‌دست‌آوردن دزدمونا کرده، یاگو نتوانسته به نتیجه‌ای برسد. یاگو، رودریگو را راضی می‌کند تا کاسیو را بکشد.

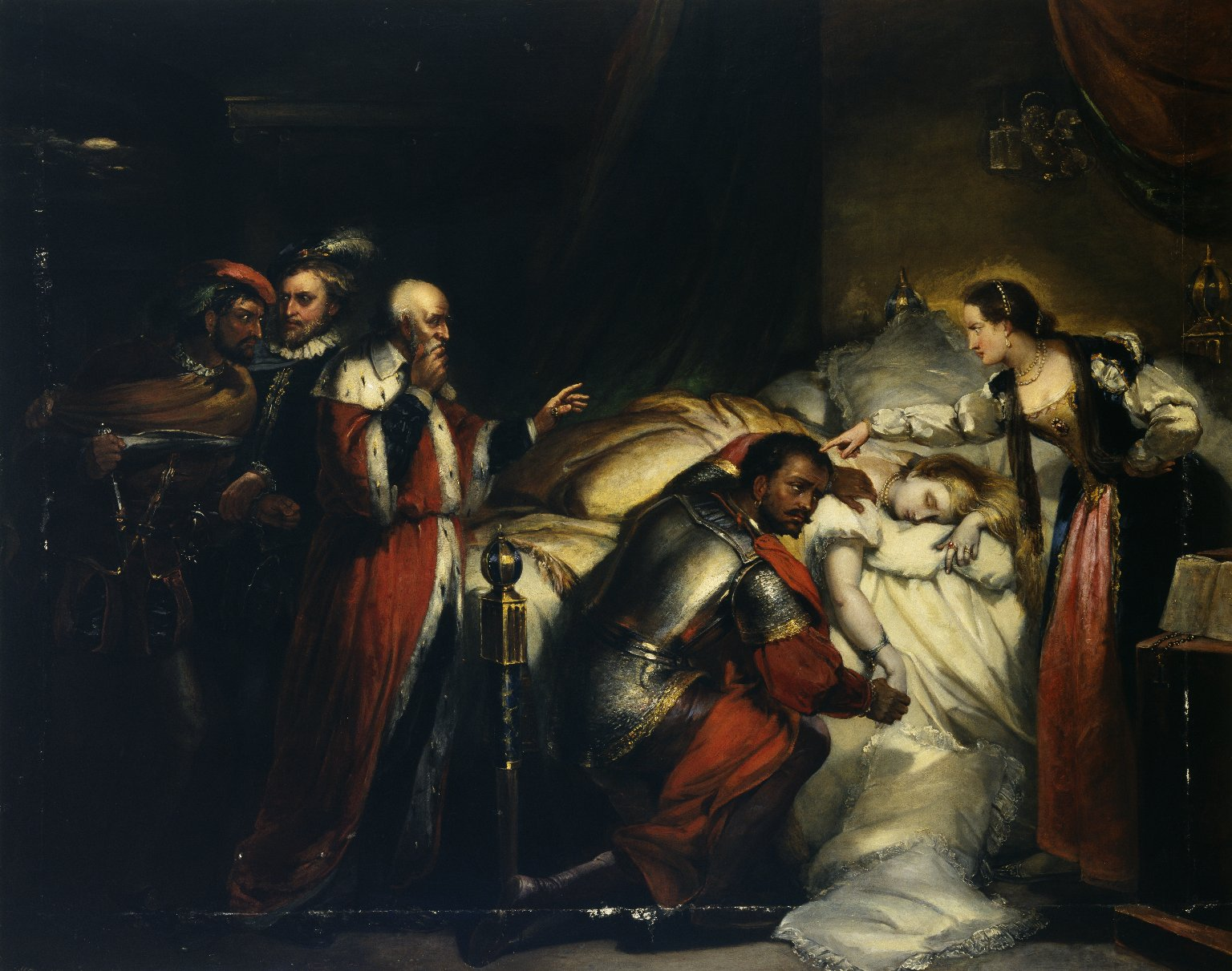
اتلو در حال گریستن بر پیکر دزدمونا - اثر ویلیام سالتر - ۱۸۵۷.

## پردهٔ پنجم
رودریگو گول یاگو را خورده و در خیابان به کاسیو، که تازه خانهٔ بیانکا را ترک کرده، حمله می‌کند. کاسیو رودریگو را زخمی می‌کند. طی زدوخورد آن‌ها، یاگو از پشت‌سر به سراغ کاسیو می‌آید و پای او زخم می‌زند. در تاریکی، یاگو موفق می‌شود هویت خود را پنهان کند، و وقتی لودوویکو و گراسیانو صدای فریاد کاسیو برای کمک را می‌شنوند، یاگو هم به آن‌ها می‌پیوندد. کاسیو، رودریگو را به عنوان یکی از مهاجمان شناسایی می‌کند. یاگو مخفیانه رودریگو را به ضرب چاقو می‌کشد تا توطئه آن‌ها فاش نشود و سپس بیانکا را متهم به توطئه برای قتل کاسیو می‌کند. اتلو با دزدمونا روبه‌رو می‌شود و او را با بالش خفه می‌کند. امیلیا سرمی‌رسد و دزدمونا پیش از مرگ، از شوهرش دفاع می‌کند و اتلو او را به زنا متهم می‌کند. امیلیا کمک می‌خواهد و مونتانو، گراسیانو و یاگو از راه می‌رسند. وقتی اتلو به دستمال به عنوان مدرک خیانت اشاره می‌کند، امیلیا متوجه می‌شود که شوهرش یاگو دست به چه کاری زده و او را لو می‌دهد و یاگو او را می‌کشد. اتلو بالاخره به بی‌گناهی دزدمونا پی‌می‌برد و یاگو را با چاقو زخمی می‌کند که البته زخم کاری نیست و منجر به مرگ او نمی‌شود. اتلو می‌گوید که یاگو یک شیطان است و بهتر است باقی عمرش را به دردکشیدن بگذراند. یاگو حاضر به توضیح‌دادن انگیزهٔ خود نیست و سوگند می‌خورد از آن لحظه به بعد ساکت بماند. لودویکو، یاگو و اتلو را به‌خاطر قتل رودریگو، امیلیا و دزدمونا، دستگیر می‌کند اما اتلو خودش را می‌کشد. لودویکو، کاسیو را به جانشینی اتلو می‌گمارد و او را پند می‌دهد که مجازات منصفانه‌ای برای یاگو تعیین کند. سپس یاگو را به‌خاطر اعمال ناشایستش سرزنش می‌کند و می‌رود تا ماجرا را برای بقیه تعریف کند.

## منبع اتلو
نمایش‌نامهٔ اتلو، اقتباسی از داستان «کاپیتان مغربی»، اثر نویسندهٔ ایتالیایی، جیووانی باتیستا ژیرالدی (سینسیو)، است. در دوران زندگی شکسپیر، ترجمهٔ انگلیسی از این داستان موجود نبود. داستان سینسیو ممکن است بر اساس رویدادی واقعی باشد که حدود سال ۱۵۰۸ میلادی در ونیز رخ داده‌است. در داستان سینسیو، دزدمونا تنها شخصیتی است که از او نام برده شده و از شخصیت‌های معدود دیگر تنها با عناوین «مغربی»، «رهبر اسکادران»، «بیرق‌دار» و «زن بیرق‌دار» (در نمایش‌نامه به ترتیب: اتلو، کاسیو، یاگو و امیلیا) یاد شده‌است. سینسیو در پی ارائه این پند اخلاقی (از زبان دزدمونا) بوده که صحیح نیست زنان اروپایی با مردان دمدمی‌مزاج ملل دیگر ازدواج کنند. داستان سینتیو را نوعی «هشدار نژادپرستانه» دربارهٔ خطرهای اختلاط نژادی توصیف کرده‌اند.
شکسپیر در نوشتن تراژدی اتلو تا حد زیادی جزئیات داستان سینسیو را دنبال کرده اما برخی جزئیات را تغییر داده‌است. برای مثال، برابانسیو و رودریگو و چندین شخصیت فرعی دیگر در داستان سینسیو وجود ندارند و امیلیای شکسپیر در توطئه دستمال دزدمونا نقش دارد در حالی که «زن بیرق‌دار» (معادل او در داستان سینسیو) در توطئه شرکت ندارد. در داستان سینسیو، برخلاف اتلو، «بیرق‌دار» (یاگو) نسبت به دزدمونا میل جنسی دارد و وقتی دزدمونا دست رد به سینهٔ او می‌زند میل انتقام در وجودش شکل می‌گیرد. صحنه‌های آغازین اثر شکسپیر، و همچنین صحنهٔ لطیف بین امیلیا و دزدمونا وقتی بانو در حال حاضرشدن برای رفتن به رختخواب است، مختص تراژدی او هستند. چشمگیرترین تفاوت اثر شکسپیر نسبت به داستان سینسیو، شیوهٔ مرگ دزدموناست. در اثر شکسپیر، اتلو ابتدا دزدمونا را خفه می‌کند و سپس کار را به شکل نامعلومی تمام می‌کند، در حالی که در داستان سینسیو، «مغربی» به «بیرق‌دار» مأموریت می‌دهد که با جوراب ساق‌بلند پر از شن، به سر دزدمونا ضربه بزند و او را بکشد. سینسیو هر ضربه را توصیف می‌کند و وقتی دزدمونا می‌میرد، «بیرق‌دار» و «مغربی» بدن بی‌جان او را روی تخت می‌گذارند، جمجمه‌اش را خرد می‌کنند و کاری می‌کنند که سقف ترک‌خوردهٔ بالای تخت فرو بریزد تا به نظر برسد فروریختن سقف باعث مرگ او شده‌است. در داستان سینسیو، دو قاتل در ابتدا شناسایی نمی‌شوند. مدتی بعد «مغربی» به‌شدت دلتنگ دزدمونا می‌شود و از «بیرق‌دار» نفرت پیدا می‌کند. او را تنزل رتبه می‌دهد و حاضر نیست در کنار او باشد. «بیرق‌دار» در پی انتقام برمی‌آید و به «رهبر اسکادران» می‌گوید که نقش «مغربی» در مرگ دزدمونا چه بوده‌است. این دو نفر، قبرس را به مقصد ونیز ترک می‌کنند و «مغربی» ر ا نزد ارباب ونیز متهم به قتل می‌کنند. «مغربی» را دستگیر کرده به ونیز می‌برند و شکنجه‌اش می‌کنند. او حاضر نیست به گناهکاری خود اعتراف کند و به تبعید محکوم می‌شود. بستگان دزدمونا نهایتاً او را پیدا کرده و می‌کشند. «بیرق‌دار» اما همچنان شناسایی نمی‌شود و هنگامی که در ونیز است مرتکب چند جرم دیگر هم می‌شود. او را دستگیر می‌کنند و زیر شکنجه می‌میرد. «زن بیرق‌دار» (امیلیا در نمایش‌نامه) زنده می‌ماند و داستان را روایت می‌کند.

## اقتباس‌ها در ایران
- اتلو (نمایش ۱۳۸۹)، نمایش بی‌کلام به کارگردانی و طراحی حرکات عاطفه تهرانی
- شورش (فیلم ۱۳۵۲)، کارگردان: رضا میرلوحی، یک اقتباس ناموفق
- جنون جنین جن‌زده، نمایشی از شادی اسدپور
- زخم کاری:مجازات، کارگردان: محمدحسین مهدویان